# Sceloporus dugesii
Sceloporus dugesii är en ödleart som beskrevs av  Bocourt 1873. Sceloporus dugesii ingår i släktet Sceloporus och familjen Phrynosomatidae. IUCN kategoriserar arten globalt som livskraftig.

## Underarter
Arten delas in i följande underarter:
- S. d. dugesii
- S. d. intermedius